# La Bastide (Var)
La Bastide é uma comuna francesa na região administrativa da Provença-Alpes-Costa Azul, no departamento de Var. Estende-se por uma área de 11,76 km². Em 2010 a comuna tinha 212 habitantes (densidade: 18 hab./km²).